# Cap Vert
Das Kap Vert (französisch Cap-Vert; wörtlich „Grünes Kap“) meint zum einen die westlichste Spitze Kontinentalafrikas, die bei 14° 45' nördlicher Breite und 17° 31' westlicher Länge liegt, zum anderen aber auch die ganze Kap-Vert-Halbinsel (presqu'île du Cap-Vert), auf der die Millionenstadt Dakar mit ihren Vorstädten als Metropole des Senegal liegt. Der westlichste Punkt des Kap Vert wird als Pointe des Almadies bezeichnet. Das Kap bildet eine karge Halbinsel aus vulkanischem Gestein, die vielfach mit Flugsand überzogen ist und nur einer dünnen Pflanzenschicht Nahrung bietet.
Die Nordküste der Kap-Vert-Halbinsel ist Teil der Grande-Côte und wird von dem kalten Meerwasser des Kanarenstroms begleitet, während die Südküste bis zur Baie de Gorée als Petite-Côte von der warmen Meeresströmung des Äquatorialstroms profitiert. Beide Küstenlinien laufen in einem annähernd rechten Winkel nach Westen ausladend aufeinander zu. Über diesen gedachten rechten Winkel hinaus, dessen beide Schenkel bei Rufisque zusammenfinden, schiebt sich die Cap-Vert-Halbinsel weitere etwa 30 Kilometer nach Westen in den Atlantik vor. Sie bildet dabei zunächst einen Isthmus, dessen beide Küstenlinien sich bis auf 4,6 Kilometer annähern, bevor das Ende der Halbinsel einen neun Kilometer weiten keilförmigen Vorsprung nach Süden ausformt, der bei Cap Manuel endet und die Baie de Gorée und die Rade de Dakar mit der Insel Gorée und dem Seehafen von Dakar vor Wind und Wellen schützt.
Vom Hafengebiet ausgehend hat sich mit fortschreitendem Bevölkerungswachstum das Stadtgebiet der Hauptstadt Dakar nach und nach über den ganzen Westteil der Halbinsel ausgebreitet. Auch Ngor, die westlichste Ortschaft auf dem afrikanischen Kontinent, ist mittlerweile ein Stadtbezirk von Dakar. 
In der Nähe des Kaps, auf den Zwillingsbasaltkegeln Les Mamelles, den mit ca. 105 Meter Höhe höchsten Erhebungen der senegalesischen Küste, wurde der Phare des Mamelles errichtet, der neben dem Cape Point Lighthouse am Kap der Guten Hoffnung als der stärkste Leuchtturm Afrikas gilt. Nördlich von Les Mamelles wurden die Start- und Landebahnen des Flughafens Dakar-Yoff angelegt.
1445 erreichte und benannte der portugiesische Seefahrer Dinis Dias diesen Ort als Cabo Verde (portugiesisch). Die Kapverdischen Inseln, deren nächstgelegene 570 Kilometer westlich des Kaps zu finden ist, tragen ihren Namen nach diesem Cabo Verde (siehe Geschichte Kap Verdes).